# دراسة شيخوخة الدماغ التشيكية
دراسة شيخوخة الدماغ التشيكية هي دراسة رصدية طولية عن الشيخوخة والخرف من مركزين كبيرين في جمهورية التشيك تجمع بين الرعاية السريرية والبحوث السريرية.
تم إنشاء المشروع التجريبي المؤدي إلى البيانات التجريبية لـدراسة شيخوخة الدماغ التشيكية في عام 2005 كمتابعة طولية للأشخاص المعرضين لخطر الإصابة بمرض الزهايمر الخرف. حدثت خطوة كبيرة إلى الأمام في عام 2011 بعد تلقي تمويل كبير من صندوق التنمية الإقليمية الأوروبية ووزارة الصحة التشيكية. مكّن هذا التمويل من إنشاء المركز الدولي للبحوث السريرية في برنو ومكّن أيضًا من مزامنة الجهود في البحوث السريرية والترجمة بين اللجنة الدولية والمركز الإدراكي في قسم طب الأعصاب في مستشفى جامعة موتول في براغ. تقوم دراسة شيخوخة الدماغ التشيكية الآن بتجنيد أعداد كبيرة من المشاركين عبر الموقعين وهي الدراسة الطولية الوحيدة من نوعها في جمهورية التشيك. كما أنها على وشك أن تصبح أكبر دراسة لدراسة عوامل الخطر لمرض الزهايمر في وسط وشرق أوروبا.

## تصميم الدراسة
يخضع المشاركون للمتابعة السنوية بالتقييمات السريرية، والتصوير بالرنين المغناطيسي للدماغ متعدد الوسائط، والاختبارات النفسية العصبية الشاملة الموحدة بما في ذلك اختبارات الذاكرة التي تهدف إلى الكشف عن التدهور المعرفي المبكر والفحص المعملي. يتم إجراء التنميط الجيني صميم البروتين الشحمي E وتوم 40 وعامل التغذية العصبية المستمد من الدماغ في الأساس. في مجموعة فرعية من المشاركين ، يتم إجراء اختبار للسائل الدماغي الشوكي وببتيد بيتا النشواني. يخضع غالبية المشاركين أيضًا لبروتوكول علم نفس عصبي تجريبي فريد من نوعه مستوحى من أبحاث الحيوانات. يتكون هذا البروتوكول من مهام مختلفة تهدف إلى الكشف عن الضعف المعرفي والسريري المبكر في طيف الزهايمر.
الجانب النقلي القوي لهذا النهج، والذي يتضمن استخدام التماثلي البشري لمظلية موريس الماء. يهدف إلى تحديد الأفراد في مرحلة ما قبل السريرية والبادرية من مرض الزهايمر. بنك العينات البيولوجية (مثل حمض نووي ريبوزي منقوص الأكسجين والسائل الدماغي الشوكي والبلازما) المتطابقة مع البيانات السريرية لـدراسة شيخوخة الدماغ التشيكية هو أيضًا جزء من دراسة شيخوخة الدماغ التشيكية.
من وجهة نظر بيولوجية، يتمثل أحد أهداف دراسة شيخوخة الدماغ التشيكية في التوصيف الكيميائي الحيوي للأشخاص المصابين بخرف الزهايمر واضطرابات الذاكرة ذات الصلة. توسع البحث عن مؤشرات حيوية جديدة في السنوات الأخيرة في محاولة لتوصيف مرحلة المرض والتنبؤ بمسار المرض. وجهة النظر المقبولة حاليًا هي أن القياس الفردي للواسمات الحيوية في البلازما أو المصل أو السائل النخاعي قد ثبت أنه غير كافٍ في حد ذاته ويجب دعمه بقياسات المرقم الحيوي المشتركة. لذلك، هناك تركيز على زيادة عدد المؤشرات الحيوية القابلة للقياس من خلال تضمين البروتينات المتعلقة بالنشاط العصبي في الجهاز العصبي المركزي، مثل عوامل التغذية العصبية والإنزيمات التي تنظم التعبير عن البروتين والبروتينات المتعلقة بالوظيفة العصبية أو المشبكية، مثل البروتين الخفيف للخيوط العصبية، نيوروجرانين وكتاستين2.

## التعاون الدولي
فريق دراسة شيخوخة الدماغ التشيكية راسخ ومعترف به دوليًا ، ولديه العديد من التعاون الدولي بما في ذلك مستشفى ماساتشوستس العام، وجامعة هارفارد (بوسطن)، وعيادة مايو (روتشستر، مينيسوتا) وجامعة جنوب فلوريدا (تامبا، الولايات المتحدة الأمريكية)، وكذلك جامعة كوينزلاند (بريزبان، أستراليا)، مستشفى برج الطبل وجامعة نانجينغ (نانجينغ، الصين)، جامعة بون، جامعة إيست أنجليا (المملكة المتحدة) ومعهد كارولنسكا (ستوكهولم، السويد).

## المؤسسات المشاركة في دراسة شيخوخة الدماغ التشيكية
- المركز المعرفي، قسم طب الأعصاب، كلية الطب الثانية، جامعة تشارلز ومستشفى جامعة موتول في براغ

مستشفى موتول هي أكبر مستشفى في جمهورية التشيك وأوروبا الوسطى. يتخصص الفريق التابع للمستشفى وجامعة تشارلز في براغ في البحث السريري في مجال علم الأعصاب الإدراكي والسلوكي، بما في ذلك علم وبائيات الأعصاب للاضطرابات التنكسية العصبية التي تؤدي إلى متلازمات الخرف المختلفة. كان المركز المعرفي عضوًا في الاتحاد الأوروبي لمرض الزهايمر منذ عام 2017، ونحن ننضم حاليًا إلى شبكة الإطار الأوروبي للمعلومات الطبية وشبكات الشبكة التفاعلية لجمعية ألزهايمر العالمية.
- المركز الدولي للبحوث السريرية في مستشفى جامعة سانت آن في برنو

تعد اللجنة الدولية في مستشفى جامعة سانت آن في برنو مركزًا رئيسيًا للرعاية الصحية في منطقة مورافيا في جمهورية التشيك. يتخصص فريق اللجنة الدولية في البحث عن نمط الحياة كعامل خطر أو وقاية من الخرف والتدخلات غير الدوائية للوقاية من تدهور الذاكرة. نظرًا لخبرتنا في تقديم بيانات عالية الجودة وبدء الدراسة السريع والوصول إلى عدد كبير من المرضى، فإن مركز ذاكرة اللجنة الدولية للصليب الأحمر هو موقع كوينتايلز/ إيقويا برايم، وهو جزء من شبكة البنية التحتية للبحوث السريرية الأوروبية.

## روابط خارجية
- مستشفى جامعة موتول http://www.fnmotol.cz/en/
- المركز الدولي للبحوث السريرية https://www.fnusa-icrc.org/en/